# ベルクト (ウクライナ警察)

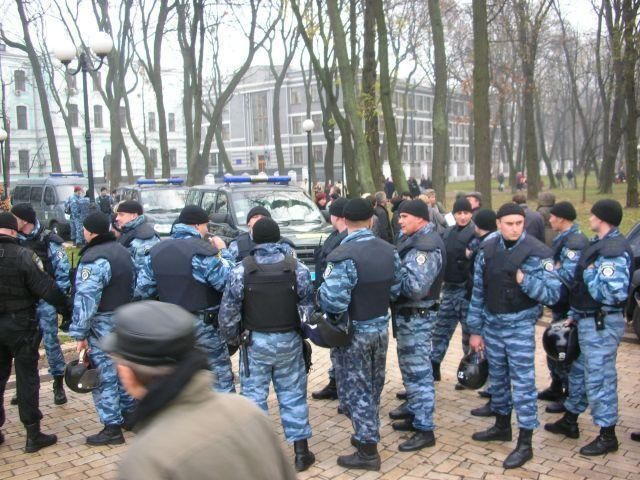
ベルクトの隊員

ベルクト（ウクライナ語: Бе́ркут）は、かつて存在したウクライナ内務省管轄の民警（ミリーツィヤ）に属する特殊部隊。部隊名はウクライナ語で「イヌワシ」を意味する。
尊厳の革命にてロシア寄りであったヴィクトル・ヤヌコーヴィチ政権の下で、親EUであった反政府過激派勢力の鎮圧に動員された。2014年2月25日、ヤヌコーヴィチ政権が倒れた後「2014年ウクライナ騒乱においてデモ隊の鎮圧に暴力を用いた」とされ、アルセン・アヴァコフ内相代行の命令により解体された。
なお、ベルクト解体の5日前にクリミア半島はロシアに併合された（クリミア連邦管区→南部連邦管区クリミア共和国）が、クリミア半島に配備されていたベルクト部隊はそのまま同地でロシア内務省の指揮下に編入され、警護および暴徒鎮圧、対テロリズムを任務としている。またクリミア以外に配備されていた元ベルクト隊員のうち、ウクライナ政府寄りの者はウクライナ国家親衛隊に再雇用され、親ロシア派のものはロシアに亡命してクリミア半島に残ったベルクト部隊に編入された。

## 歴史
1992年、ソビエト連邦のOMONを参考に設立された。 
2014年、2014年ウクライナ騒乱において反政府過激派勢力の鎮圧にあたる。 

### 2014年ウクライナ騒乱以後
2014年2月25日、ウクライナの政権交代により解体される。
同年3月1日、元隊員らに対するロシア旅券の発行が開始され、元隊員の内、親ロシア派の者らがロシア側に亡命。
その後、ロシア内務省に編入され、クリミアにおける治安部隊となった。
2016年4月5日、ロシア内務省隷下の国内軍やOMON、SOBRなどの重装備部隊が国家親衛隊として再編されると、ベルクトも国家親衛隊の隷下に編入された（ベルクト (ロシア国家親衛隊)）。